# Sébastien Furstenberger
Sébastien Furstenberger, né le 22 février 1985, est un joueur français de rink hockey occupant le poste d'attaquant.

## Biographie
Après Ploneour et Quimper, il intègre l'équipe du SCRA Saint-Omer en 2003 pour jouer la première division du championnat de France et la ligue européenne des clubs. Appelé en équipe nationale jeune, il participe à plusieurs compétitions internationales : championnat du monde junior et championnat d'Europe jeunes.
Passé senior, il est à plusieurs reprises appelé en équipe de France masculine pour disputer des compétitions officielles, ou pour des stages de présélection.

## Palmarès
Avec le SCRA Saint-Omer :
- 2 titres de champion de France : 2005/2006 et 2008-2009
- 2 titres de Coupe de France : 2004/2005 et 2009/2010
- 1 titre de champion de France junior : 2003/2004

Avec l'équipe de France :
- 33e au Championnat d'Europe masculin de rink hockey 2010
- 5e au Championnat du monde A de rink hockey 2009
- 3e au Championnat du monde masculin de rink hockey juniors 2003